# Girolamo Pamphili
Girolamo Pamphili (ur. w 1544 w Rzymie, zm. 11 sierpnia 1610 tamże) – włoski kardynał.

## Życiorys
Pochodził ze znanej rodziny Pamphili. Był synem Pamphilia Pamphilj i Orazii Mattei, a także praprawnukiem Aleksandra VI. W młodości studiował prawo. Jego bratankiem i protegowanym był Giovanni Battista Pamfili, który został potem wybrany papieżem. Został audytorem Kamery Apostolskiej, a następnie papież Grzegorz XV mianował go regentem Kancelarii Apostolskiej. Był także audytorem, a następnie dziekanem Roty Rzymskiej. 9 czerwca 1604 został kreowany kardynałem prezbiterem i otrzymał diakonię S. Biagio dell'Anello. Uczestniczył w obu konklawe w 1605 roku. W tymże samym roku został wikariuszem generalnym Rzymu i pełnił ten urząd aż do śmierci. Był też członkiem Kongregacji Konsystorialnej, Kongregacji ds. Egzaminowania Biskupów, Kongregacji Indeksu, Kongregacji ds. Odpustów, Trybunału Apostolskiej Sygnatury Łaski i Kongregacji partykularnej ds. niemieckich. W Kurii Rzymskiej należał do frakcji profrancuskiej, pobierał pensję 2 tys. skudów od dworu francuskiego. Mimo to należał do biedniejszych kardynałów, a po śmierci pozostawił po sobie długi w wysokości prawie 10 tys. skudów.